# Bill Conti
William Conti, detto Bill (Providence, 13 aprile 1942), è un compositore, direttore d'orchestra e arrangiatore statunitense, la cui attività riguarda soprattutto la composizione di colonne sonore cinematografiche.
Tra le più note sue composizioni figurano quelle per le saghe Rocky e Karate Kid, per i film Fuga per la vittoria e quello della franchise di James Bond Solo per i tuoi occhi e per le serie televisive Dynasty e Falcon Crest.
In diverse occasioni diresse l'orchestra nelle cerimonie per la consegna degli Oscar.

## Biografia
Nato in una famiglia di origine italiana, dopo essersi laureato alla Università statale della Louisiana visse per qualche tempo in Italia, realizzandovi tra l'altro gli arrangiamenti per la versione cinematografica della prima opera rock italiana, Orfeo 9, realizzata da Tito Schipa Jr.. Collaborò, sempre in veste di arrangiatore, con Ornella Vanoni, Umberto Bindi, Patty Pravo, Peppino Gagliardi, Alberto Fortis.
Dopo il "periodo italiano", Conti decise di tornare negli States dove nel 1976 si fece conoscere componendo la colonna sonora del film Rocky, che ottenne una candidatura all'Oscar proprio per il leitmotiv della pellicola, Gonna Fly Now, con la tromba solista di Maynard Ferguson.
Il brano Going the Distance fu composto utilizzando senza permessi la melodia del brano E così per non morire dell'album Dettagli (1973) di Ornella Vanoni. In seguito le parti si accordarono e l'autrice Elide Suligoj fu citata nei crediti dei successivi film della saga di Rocky.[3]
Dopo aver dato il suo contributo allo spettacolare Fuga per la vittoria (1981), nel 1984 vinse l'Oscar per la colonna sonora del film Uomini veri. Negli anni ottanta compose anche le colonne sonore per alcuni telefilm come Falcon Crest, Dynasty o le due miniserie kolossal Nord e Sud (miniserie televisiva 1985) e il seguito Nord e Sud II. Lavorò per molti dei film di Sylvester Stallone. Sempre nel 1984 fu autore delle musiche di The Karate kid - Per vincere domani.

## Filmografia parziale
Di seguito alcune delle pellicole più importanti, per le quali Conti ha composto la colonna sonora.

### Cinema

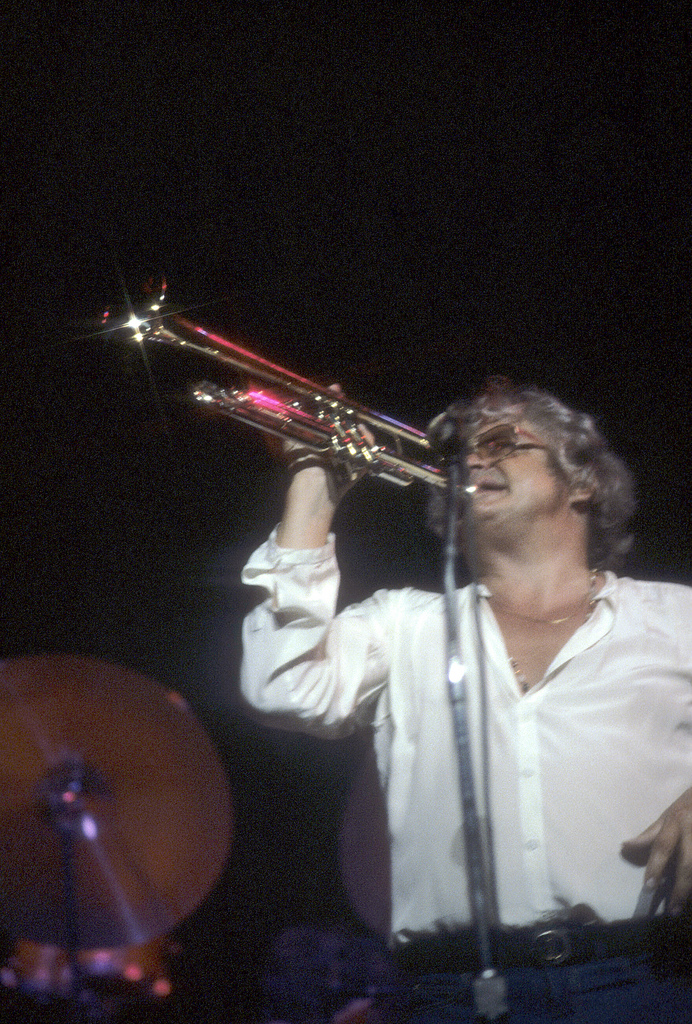
Maynard Ferguson
"la tromba di Rocky"

- Rocky, regia di John G. Avildsen (1976)
- Citizens Band, regia di Jonathan Demme (1977)
- F.I.S.T., regia di Norman Jewison (1978)
- Ballando lo slow nella grande città (Slow Dancing in the Big City), regia di John G. Avildsen (1978)
- Una donna tutta sola (An Unmarried Woman), regia di Paul Mazursky (1978)
- Taverna Paradiso, regia di Sylvester Stallone (1978)
- Moses Wine detective (The Big Fix), regia di Jeremy Kagan (1978)
- Rocky II, regia di Sylvester Stallone (1979)
- La formula (The Formula), regia di John G. Avildsen (1980)
- Una notte d'estate (Gloria) (Gloria), regia di John Cassavetes (1980)
- Soldato Giulia agli ordini (Private Benjamin), regia di Howard Zieff (1980)
- Fuga per la vittoria (Escape to Victory), regia di John Huston (1981)
- I vicini di casa (Neighbors), regia di John G. Avildsen (1981)
- Solo per i tuoi occhi (For Your Eyes Only), regia di John Glen (1981)
- Rocky III, regia di Sylvester Stallone (1982)
- Punto debole (Split Image), regia di Ted Kotcheff (1982)
- Uomini veri (The Right Stuff), regia di Philip Kaufman (1983)
- Un'adorabile infedele (Unfaithfully Yours), regia di Howard Zieff (1984)
- Per vincere domani - The Karate Kid (The Karate Kid), regia di John G. Avildsen (1984)
- Karate Kid II - La storia continua... (The Karate Kid, Part II), regia di John G. Avildsen (1986)
- F/X - Effetto mortale (F/X), regia di Robert Mandel (1986)
- Baby Boom, regia di Charles Shyer (1987)
- I dominatori dell'universo (Masters of the Universe), regia di Gary Goddard (1987)
- Dentro la notizia - Broadcast News (Broadcast News), regia di James L. Brooks (1987)
- Per gioco e... per amore (For Keeps?), regia di John G. Avildsen (1988)
- Betrayed - Tradita (Betrayed), regia di Constantin Costa-Gavras (1988)
- Karate Kid III - La sfida finale (The Karate Kid, Part III), regia di John G. Avildsen (1989)
- Sorvegliato speciale (Lock Up), regia di John Flynn (1989)
- Rocky V, regia di John G. Avildsen (1990)
- Campioni di guai (Necessary Roughness), regia di Stan Dragoti (1991)
- Le avventure di Huck Finn (The Adventures of Huck Finn), regia di Stephen Sommers (1993)
- Patto di sangue (Blood In Blood Out), regia di Taylor Hackford (1993)
- Karate Kid 4 (The Next Karate Kid), regia di Christopher Cain (1994)
- Spia e lascia spiare (Spy Hard), regia di Rick Friedberg (1996)
- Fino all'inferno (Inferno), regia di John G. Avildsen (1999)
- Avenging Angelo, regia di Martyn Burke (2002)
- Rocky Balboa, regia di Sylvester Stallone (2006)

### Televisione
- Dynasty - serial TV (1981-1989)
- Falcon Crest - serial TV (1981-1987)
- I Colby (The Colbys) - serial TV (1985-1987)
- Nord e Sud (miniserie televisiva 1985) - Miniserie (1985)
- Nord e Sud II - Miniserie (1986)
- Dynasty: ultimo atto (Dynasty: The Reunion), regia di Irving J. Moore - miniserie TV, 2 puntate (1991)